# Videoscrittura
La videoscrittura è la scrittura effettuata mediante un dispositivo dotato di una tastiera e di uno schermo, sul quale è visualizzato il testo nel momento stesso in cui esso viene digitato. Il testo può essere memorizzato (su supporto informatico), modificato, stampato più volte e/o diffuso come file di testo. Inoltre può essere elaborato come testo formattato.
Un documento videoscritto può avere formati diversi (dimensioni della pagina, impostazioni dei paragrafi, caratteristiche del testo come carattere e stile) ed essere in ogni momento modificato o stampato. La videoscrittura è stata una delle primissime applicazioni ad essere implementata sul personal computer. I programmi What You See Is What You Get utilizzano infatti interfacce grafiche per guidare l'utente nella creazione di testo formattato e di tabelle, nonché per l'inserimento di immagini e loghi. Nei programmi markup l'utente scrive del codice che viene poi interpretato dalle applicazioni.

## Storia
L'inizio della videoscrittura coincide con l'apparizione delle prime macchine per scrivere elettriche dotate di supporto esterno di memoria (a scheda magnetica o a nastro). Il passaggio successivo furono le macchine per scrivere elettroniche dotate di display di riga e di una piccola memoria interna per la conservazione temporanea di una parte (più o meno vasta) di testo. Queste ultime consentivano anche semplici automatismi per la marginazione e la formattazione del testo, ma soprattutto la visualizzazione delle parole che si stavano scrivendo. Ciò dava all'utilizzatore la possibilità di correggere il testo prima ancora di procedere alla stampa. Nei primi anni ottanta, alla macchina elettronica fu aggiunto il supporto esterno (floppy disk): divenne così possibile la memorizzazione ed il riutilizzo dello stesso documento.
Altre date significative del processo di sviluppo della videoscrittura furono: 
- 1968: il primo programma di videoscrittura (Astrotype) della Information Control Systems[2][3] che girava sul minicomputer DEC PDP-8 equipaggiato con DECtape e con il terminale IBM 2741;
- 1972: la commercializzazione di AES 90;
- Anni 1970:

Il programma EasyWriter che John Draper sviluppò per la piattaforma Apple (l'Apple I di Steve Jobs e Steve Wozniak); nello stesso decennio la Redactron Corporation, fondata nel 1969 da Evelyn Berezin, progetta e produce sistemi di scrittura, tra cui macchine da scrivere, moduli a cassetta (e a schede) e infine un dispositivo di videoscrittura chiamato Data Secretary. La Redactron viene acquistata dalla Burroughs Corporation nel 1976;
Un sistema basato sul tubo a raggi catodici dei Wang Laboratories divenne uno dei sistemi più popolari degli anni Settanta e dei primi anni Ottanta. Il Wang visualizzava il testo su uno schermo a tubo catodico e incorporava praticamente tutte le caratteristiche fondamentali dei sistemi di videoscrittura così come li conosciamo oggi.
- 1976: il programma Electric Pencil («matita elettrica»), sviluppato in origine per il MITS Altair 8800;
- 1977: la commercializzazione del microcomputer Apple II con programmi per videoscrittura, foglio elettronico ed altre applicazioni;
- 1978: il programma WordStar di MicroPro International, che diventa leader di mercato fino al 1983;
- 1982: distribuzione dell'AtariWriter;
- 1983: l'introduzione del programma di scrittura testi Microsoft Word per MS-DOS 1.0.

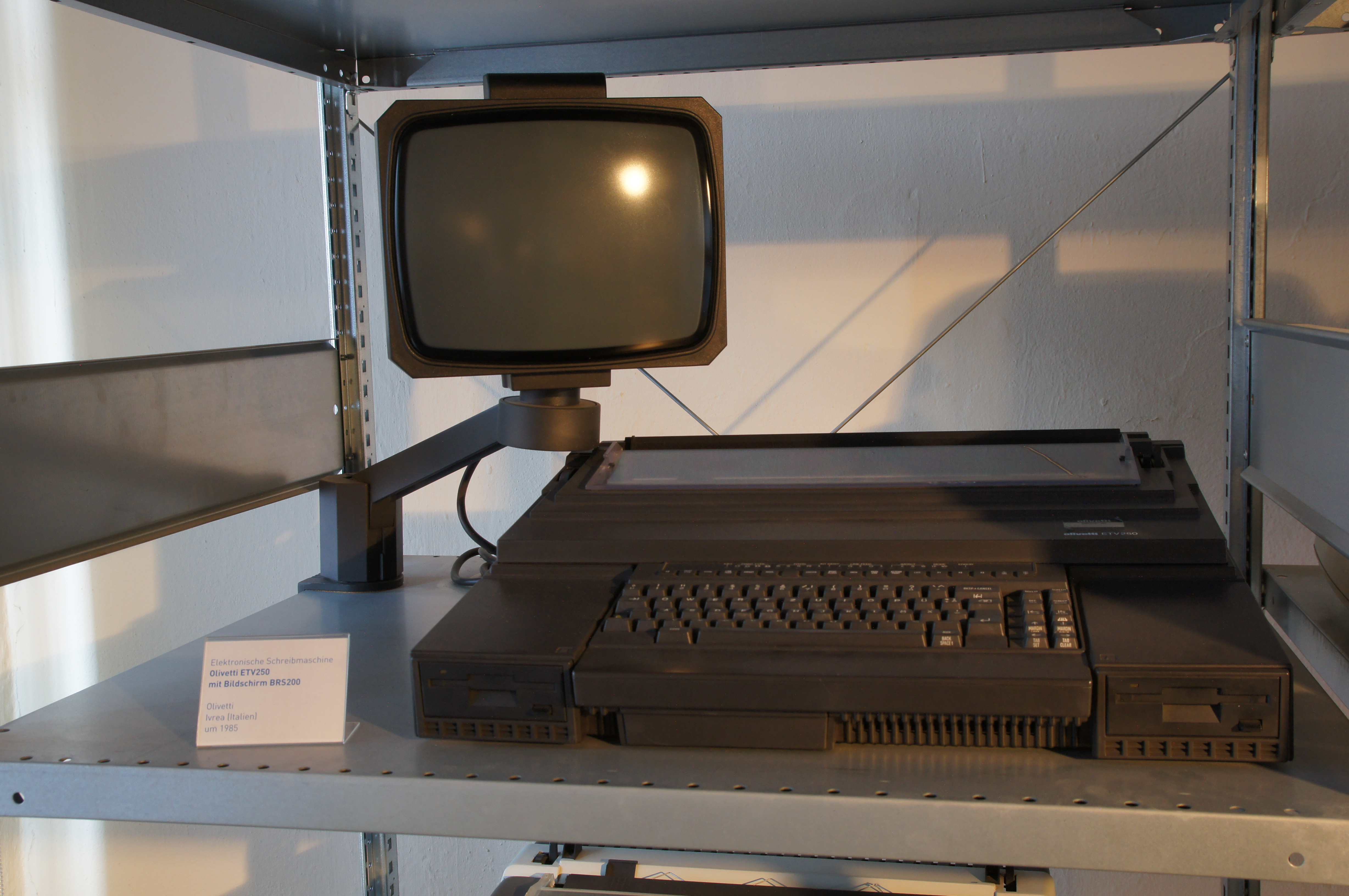
Macchina per videoscrittura Olivetti ETV 250 del 1985

C'è da aggiungere che, fino agli anni settanta, i computer avevano un costo piuttosto elevato perciò erano poco diffusi presso il grande pubblico. Lo strumento più utilizzato per comporre testi rimaneva la macchina per scrivere: manuale per uso domestico ed elettrica, o elettronica, nella pratica professionale. In particolare, la macchina elettronica permetteva un lavoro di qualità superiore a quello ottenibile con le macchine per scrivere elettriche, oltre ad un minore affaticamento fisico dell'operatore.
Questa situazione di fatto spinse nel 1983 la Olivetti, allora fra i leader mondiali del settore, a presentare presso lo SMAU ("Salone Macchine e Attrezzature per l'Ufficio", che si tiene annualmente alla Fiera di Milano) l'ETV 300 (Electronic Typing Video), costituito da un video da 12 pollici (half page), poggiato su una base contenente un archivio di memoria; bastava collegarlo a una macchina elettronica Olivetti (Serie ET o Praxis) e il supporto entrava in funzione. Questo sistema modulare fu presentato come "sistema di scrittura con video".
Nel 1985, sempre allo SMAU, la Olivetti presentò la ET 240, macchina per scrivere elettronica con video, dotata di firmware e che, mediante un tasto apposito, consentiva il rapido passaggio da macchina per scrivere ad elaboratore testi; presentava anche un valido programma di aiuto, la Guida per l'uso.
La possibilità di controllare il testo digitato sulla tastiera (mediante la visualizzazione su uno schermo e la sua memorizzazione, che consentiva di creare un archivio e di gestire in tal modo svariati documenti) rivoluzionò l'intera scrittura a macchina, modificò i comportamenti del dattilografo ed aprì nuove interessanti prospettive nel lavoro d'ufficio.
In sostanza, la videoscrittura si evolse nel tempo di pari passo con le innovazioni tecnologiche, prima con i "sistemi di scrittura" e successivamente con i computer, ed è con questi che raggiunse la sua diffusione capillare. Attualmente, l'utilizzo di un computer per la stesura di testi è consuetudine comune, non solo all'interno di un qualunque ufficio (software di produttività personale), ma anche a livello domestico.

## Descrizione
La videoscrittura permette di andare oltre le limitazioni della macchina da scrivere. Nella stampa tradizionale, le operazioni di revisione del testo dovevano essere effettuate necessariamente dopo la digitazione. Era necessario produrre anche più copie cartacee prima di ottenere la versione definitiva, cioè quella ottimizzata per la stampa. Con la videoscrittura la revisione viene effettuata senza la produzione copie intermedie, bensì direttamente sul video.
All'operatore viene data la possibilità, tramite un software, di predisporre un documento con determinate impostazioni per l'impaginazione, di effettuarvi modifiche, di memorizzarlo e stamparlo in più copie originali. Successivamente potrà venire riutilizzato e rivisitato (apportandovi quindi altre eventuali modifiche, anche di più autori), e riprodotto a mezzo stampa come se si trattasse di un nuovo documento. È possibile gestire in contemporanea più documenti, copiando e spostando interi blocchi di testo da un documento ad un altro per ottenerne uno nuovo.
Essa inoltre dà la possibilità di comporre testi contenenti paragrafi o parole in diverse lingue senza la tastiera della relativa lingua. Infatti i programmi di scrittura informatica possiedono numerosi set di caratteri, contenenti anche i segni diacritici non presenti nella lingua dell'operatore.

## Uso

### Metodi
I metodi utilizzati per un corretto apprendimento della videoscrittura sono sostanzialmente gli stessi della dattilografia, la quale associa una buona conoscenza dello strumento di lavoro (hardware e/o software) all'apprendimento del metodo di scrittura a tastiera cieca da parte dell'operatore che deve tenere una posizione ergonomica.
Per un risultato ottimale è necessario attuare tutti gli accorgimenti necessari affinché l'operatore (non più legato alla necessaria correzione cartacea del testo, poiché può ottenere con più facilità dei lavori pseudo-tipografici graficamente molto curati) possa concentrare, in misura sempre maggiore, la propria attenzione ed energia per il trattamento del testo (word processing, in lingua inglese) e curare quindi in particolar modo tutte le fasi della scrittura, dalla progettazione alla stesura del testo ed alla sua revisione finale.

### Software
Per la videoscrittura esistono software appositi, che possono essere semplici editor di testo, quali Blocco note di Windows o gedit di GNOME, o programmi più sofisticati con opzioni avanzate di formattazione e aiuti alla stesura del testo, chiamati appunto programmi di videoscrittura (o in inglese word processor, cioè elaboratori di testo).
I più diffusi sono:
- Microsoft Word del pacchetto Microsoft Office
- Pages del pacchetto iWork
- Apache OpenOffice Writer del pacchetto Apache OpenOffice
- LibreOffice Writer del pacchetto LibreOffice
- WordPerfect
- Documenti del pacchetto Google Documenti.
- Grammarly (estensione per il controllo ortografico e grammaticale)
- Docs di Canva